# عبور از مرز (فیلم ۱۹۷۷)
عبور از مرز (به اسپانیایی: Alambrista) یک فیلم به کارگردانی رابرت ام یونگ است که در سال ۱۹۷۷ منتشر شد. از بازیگران آن می‌توان به ترینیداد سیلوا و ند بیتی اشاره کرد. این فیلم برنده دوربین طلایی از جشنواره فیلم کن شده است.